# Théophile Gollier
Théophile François Joseph Gollier (Wavre, 17 janvier 1878 - 12 février 1954) était un homme politique belge wallon membre du Parti catholique.
Il fut docteur en sciences politiques et sociales et en philosophie. Il fut professeur à l'universite de Liège (1905-1921).
Il fut élu député (1921-1925) pour la Christene Volkspartij Brussel, candidat du Mouvement Ouvrier catholique ensemble avec Herman Vergels.